# Strokeinfó Alapítvány
A 2011-ben alapított közhasznú alapítvány központi értékei: gondoskodás, tudatosság, lehetőség keresés, megoldásokban gondolkodás, újítás és megújulás, hitelesség, függetlenség.

## Küldetés
Az emberek segítése egészségük megőrzésében, a betegségek megelőzésében. Az agy-, szív- és érrendszeri problémákkal küzdő személyek megkaphassák azt a gondoskodást, odafigyelést, valamint azokat az információkat, melyek hozzásegítik őket a boldog és teljes élethez.

## Célok
- Közérthető tájékoztatás a stroke (elsődleges és másodlagos) megelőzéséről, új látásmódok az orvostudomány területén.
- A gyógyuló stroke-áldozatok tájékoztatása a felépülésük folytatásáról a kórházi rehabilitáció után.
- Közreműködés a stroke-túlélők kapcsolattartásában.
- Segítség nyújtása önismereti, önfejlesztő módszerek megismeréséhez, meditációs technikák gyakorlásához.

## Jövőkép
Az alapítvány aktivistái által épített közösségnek köszönhetően az egészségnevelés és a rehabilitáció fejlesztésével jelentősen csökken a stroke megbetegedések száma, ugyanakkor bővülnek a társadalmi-gazdasági értékek.

## Programok
Az alapítvány létrejötte óta nagy figyelmet fordít a stroke megelőzésére, ennek érdekében civil személyek és szakemberek bevonásával több rendezvényt szervezett. 2015 óta közösségi napok keretében, közösségépítő törekvésként, teszi lehetővé az aktivisták és érdeklődők számára a továbbképzést és a személyes ismerkedést.

## Külső hivatkozások
- Az alapítvány Facebook-oldala
- Az alapítvány Google+ oldala
- Az alapítvány YouTube-csatornája